# Lyceum Alpinum Zuoz
Il Lyceum Alpinum Zuoz è un collegio a Zuoz, nei pressi di Sankt Moritz in Svizzera, situato nella parte alta del paese nel quartiere di Surmulins.

## Storia
La scuola prepara ai diplomi internazionali di maturità. Vengono offerti la maturità svizzera (tedesco o tedesco/inglese), la maturità tedesca (Abitur) e il baccalaureato internazionale svolto esclusivamente in lingua inglese.
La scuola è stata fondata nel 1904 da alcuni engadinesi come istituto d'alta quota per ragazzi rimasti indietro negli studi, i cui genitori trascorrevano le vacanze a St. Moritz, per consentire loro di recuperare le materie scolastiche. Ben presto l'istituto divenne un liceo a tutti gli effetti per ragazzi e più tardi anche per ragazze e conquistò fama internazionale. La scuola forma circa 200 alunni interni e 100 alunni esterni provenienti dalla regione. Gli alunni hanno dai 12 ai 18 anni. La scuola è nota per il suo carattere internazionale e l'ampio programma sportivo ed è frequentata da ragazzi provenienti da oltre trenta Paesi.

## Teatro
Dal 2006 è stato istituito un teatro degli alunni. La Shakespeare Company di lingua tedesca interpreta tra l'altro opere del drammaturgo inglese. La English Theatre Company crea le proprie opere teatrali in modo del tutto autonomo ed esclusivamente in lingua inglese. Nel dicembre 2011 è stato inaugurato con lo Zuoz Globe il primo teatro dell'Engadina.

## Zuoz Club
Lo Zuoz Club è l'organizzazione degli ex alunni del Lyceum Alpinum Zuoz.